# Ugo Nardini
Ugo Nardini (Acquapendente, 10 febbraio 1951) è un politico italiano, presidente della Provincia di Viterbo dal 1993 al 1997.

## Biografia
Esponente del Partito Comunista Italiano, dal 1975 al 1980 è stato presidente della Comunità Montana Alta Tuscia Laziale e dal 1988 al 1993 sindaco di Acquapendente. 
Dopo la svolta della Bolognina aderisce al Partito Democratico della Sinistra.
Alle elezioni provinciali del 1993 è candidato alla presidenza della provincia di Viterbo, sostenuto da PDS e PRI: al primo turno ottiene il 28,1% dei voti, poi vince il ballottaggio contro il candidato della DC, diventando il primo presidente della provincia viterbese eletto direttamente dai cittadini.
Alle seguenti elezioni provinciali del 1997 si ricandida alla presidenza, sostenuto da PDS, PPI-PRI-Rinnovamento Italiano e Verdi: ottiene il 35,4% dei voti, poi perde al ballottaggio contro il candidato del centrodestra, viene comunque eletto in consiglio provinciale; lascia la carica nel settembre 1999.
In seguito, su nomina del Ministro per le Politiche Agricole, è stato commissario liquidatore del Consorzio Agrario Provinciale di Viterbo dal 1999 al 2002, di cui poi diventa direttore generale fino al 2013, quando lascia l'incarico per andare a dirigere il Consorzio Agrario Provinciale di Latina. 
Dal 2007 al 2010 è stato presidente di TusciaExpo e Fiera di Viterbo.
Ha pubblicato diversi libri di narrativa legati alla storia locale e alle sue origini contadine.

## Opere letterarie
- L'orso bianco, la salamandra e il vescovo, Sette Città, 1998
- Marco, Sette Città, 2001
- Oltre il presente, S.ED, 2010
- Strade di polvere, S.ED, 2017
- L'altra sponda, S.ED, 2019
- Terra e vita, S.ED, 2022